# Vanga-de-prévost
O pássaro vanga-de-prévost (Euryceros prevostii; nomeado, em inglês, helmetbird ou helmet vanga; na tradução para o português, "pássaro-de-capacete" ou "vanga-de-capacete", devido à conformação do seu bico) é uma ave da família Vangidae. Foi classificada pelo ornitólogo francês René Primevère Lesson, em 1831, sendo a única espécie incluída no gênero monotípico Euryceros; endêmico das florestas tropicais pluviais da região norte e principalmente nordeste da ilha de Madagáscar, no sudeste da África; em habitat de floresta primária, geralmente abaixo de 800 metros de altitude. A sua denominação de espécie, prevostii, é uma homenagem a Alphonse Prévost, artista e ornitólogo francês, morto em 1850.

## Descrição
Euryceros prevostii é o mais espetacular representante de sua família e difícil de se confundir com qualquer outra espécie de sua região; com 28 a 31 centímetros de comprimento, negro em visão frontal, porém com as penas que lhe cobrem o dorso e regiões centrais da cauda de coloração castanha; destacando-se um enorme bico, adunco, de aparência maciça e cor azul-clara brilhante, com sua extremidade negra. O juvenil apresenta uma mistura de marrom escuro e pálido, com seu bico marrom pálido. Macho e fêmea são iguais.

## Nidificação e comportamento nupcial
Os vangas-de-prévost são monogâmicos e sua época de reprodução vai de outubro a janeiro na região da península de Masoala. Ambos os sexos trabalham na construção do ninho, que lembra a parte superior de um cálice, com 15 centímetros de diâmetro, e é feito com fibras vegetais trançadas, musgos e galhos, sendo colocado em uma bifurcação numa árvore entre 2 a 4 metros de altura e onde são postos 2 ou 3 ovos branco-rosados. Houve registro, durante a cerimônia pré-cópula, do macho presentear a fêmea com alimentos.

## Alimentação
Dentre os Vangidae, Euryceros prevostii é um dos pássaros mais predatórios, alimentando-se de insetos ou outros invertebrados, como aranhas, caracóis e caranguejos, e até mesmo alimentando-se de vertebrados, como camaleões e outros tipos de lagartos ou anfíbios. Indivíduos podem retornar repetidamente para as extremidades dos ramos e executar intrincadas acrobacias, a fim de finalmente extrair, em manobras de caça, suas presas; até mesmo pendurados em ramos, de cabeça para baixo, descendo do estrato médio de vegetação, onde ocupam, ao solo, ou próximo ao nível do solo, para forragear.

## Conservação
De acordo com a União Internacional para a Conservação da Natureza (IUCN), esta é uma espécie em perigo, avaliada como de importância em seu risco de extinção devido ao fato de possuir baixa tolerância a ambientes antrópicos, resultantes da exploração agrícola e extração comercial da madeira. Acredita-se que sua população esteja declinando, em consonância com o desmatamento e a degradação da floresta tropical de terras baixas, dentro do seu alcance de distribuição. Com os possíveis efeitos da mudança climática decorrente do aquecimento global, mostrou-se que o nicho ecológico desta espécie pode quase desaparecer em um período de 50 anos, entre 2000 a 2050.